# Lac Ancylus

Carte du lac Ancylus il y a 9000 ans

Lac Ancylus ou Ancyle est le nom donné par les paléogéographes au lac qui occupait l'emplacement de l'actuelle mer Baltique au début de l'Holocène, à partir d'environ 8000 av. J.-C. Ce lac, plus étendu que la mer Baltique actuelle, était séparé de la mer du Nord par un isthme reliant la péninsule Scandinave au Jutland.

## Nom
Le lac doit son nom à la présence, dans ses sédiments, de nombreux fossiles de « patellines d'eau douce » Ancylus fluviatilis, petits mollusques gastéropodes de la famille des Planorbidae.

## Histoire
Le lac Ancyle est apparu lorsque la mer de Yoldia s'est trouvée séparée de la mer du Nord par le rebond isostatique de la plaque scandinave, entre 8000 et 7000 av. J.-C. Le lac s'est peu à peu agrandi au fur et à mesure que l'inlandsis scandinave fondait.
Lorsque l'isthme séparant ce lac de la mer du Nord a été submergé en raison d'un réajustement isostatique de la croûte terrestre, entre 7000 et 5000 av. J.-C., l'eau salée y a afflué et le lac Ancyle est devenu la mer à Littorines (du nom d'un autre mollusque gastéropode).